# Кей-Шатлуорт, Джеймс Филлипс
Джеймс Филлипс Кей-Шатлуорт (20 июля 1804, Рочдейл, Великобритания — 26 мая 1877, Кенсингтон, Великобритания) — английский врач и философ.

## Биография
Родился Джеймс Кей-Шатлуорт 20 июля 1804 года в Рочдейле. Наряду с медицинской деятельностью, вдобавок занимался и философией. Был идеологом буржуазии. Все беды, порождённые капиталистическим обществом, он объяснял наличием пренебрежительного отношения к вопросам воспитания, снимая ответственность с буржуазии за жестокую эксплуатацию.
Скончался Джеймс Кей-Шатлуорт 26 мая 1877 года в Кенсингтоне.